# Villasabariego
Villasabariego is een gemeente in de Spaanse provincie León in de regio Castilië en León met een oppervlakte van 59,75 km². Villasabariego telt 1.156 inwoners (1 januari 2016).